# Prêmio Ernest Guenther
O Prêmio Ernest Guenther de Química de Produtos Naturais é um prêmio científico concedido pela American Chemical Society (ACS). O prêmio visa reconhecer trabalhos em química analítica, análise estrutural e síntese química de produtos naturais, independente da nacionalidade e idade do pesquisador.
O prêmio foi estabelecido em 1948 pela Fritzsche, Dodge and Olcott Inc. por ocasião do jubileu de 75 anos da empresa, denominado originalmente como Fritzsche Award in Essential Oils. Desde 1969 o prêmio é denominado em memória de Ernest Guenther (nascido em 1895), que publicou diversas obras sobre o óleo essencial. A Givaudan patrocina o prêmio desde 1990, quando encampou a Fritzsche, Dodge and Olcott.

## Laureados[3]
Laureados com o Nobel de Química são marcados com o ano da láurea em parêntesis.
- 1949 John L. Simonsen
- 1950 Arie Jan Haagen-Smit
- 1951 Edgar Lederer
- 1952 Yves-Rene Naves
- 1953 Max Stoll
- 1954 Arthur de Ramon Penfold
- 1955 Hans Schinz
- 1956 Herman Pines
- 1957 Derek Barton (1969)
- 1958 George Hermann Büchi
- 1959 Frantisek Sorm
- 1960 Carl Djerassi
- 1961 Casimir F. Seidel
- 1962 Ewart Ray Herbert Jones
- 1963 Arthur Birch
- 1964 Oscar Jeger
- 1965 Konrad Bloch
- 1966 Albert Eschenmoser
- 1967 George A. Sim
- 1968 Elias James Corey (1990)
- 1969 John Cornforth (1975)
- 1970 Duilio Arigoni
- 1971 Ernest Wenkert
- 1972 Guy Ourisson
- 1973 William G. Dauben
- 1974 Günther Ohloff
- 1975 S. Morris Kupchan
- 1976 Alastair Ian Scott
- 1977 Robert E. Ireland
- 1978 Kōji Nakanishi
- 1979 James A. Marshall
- 1980 Sukh Dev
- 1981 Samuel Danishefsky
- 1982 Paul A. Grieco
- 1983 Karel Wiesner
- 1984 Jerrold Meinwald
- 1985 David E. Cane
- 1986 Clayton Howell Heathcock
- 1987 Wolfgang Oppolzer
- 1988 Paul Wender
- 1989 Henry Rapoport
- 1990 Barry Trost
- 1991 C. Dale Poulter
- 1992 Leo Paquette
- 1993 Amos B. Smith, III
- 1994 Paul J. Scheuer
- 1995 Jon C. Clardy
- 1996 Kyriacos Costa Nicolaou
- 1997 Kenneth L. Rinehart
- 1998 George Robert Pettit
- 1999 Kenji Mori
- 2000 Pierre Potier
- 2001 Yoshito Kishi
- 2002 John W. Daly
- 2003 Steven Ley
- 2004 William R. Roush
- 2005 Satoshi Ōmura
- 2006 William H. Fenical
- 2007 Dale L. Boger
- 2008 David G. I. Kingston
- 2009 Peter Wipf
- 2010 Michael T. Crimmins
- 2011 Robert M. Williams
- 2012 Steve Hanessian
- 2013 Kuniaki Tatsuta
- 2014 Dennis Patrick Curran[4]
- 2015 Thomas R. Hoye
- 2016 Eric Block
- 2017 Stephen F. Martin
- 2018 David Ransom Williams[5]